# Gove Saulsbury

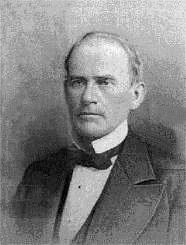
Gove Saulsbury

Gove Saulsbury (* 29. Mai 1815 im Kent County, Delaware; † 31. Juli 1881 in Dover, Delaware) war ein US-amerikanischer Politiker und von 1865 bis 1871 Gouverneur des Bundesstaates Delaware.

## Frühe Jahre und politischer Aufstieg
Nach der Grundschule studierte Gove Saulsbury am Delaware College, der heutigen University of Delaware, und dann bis 1842 an der University of Pennsylvania Medizin. Nachdem er einige Zeit als Lehrer gearbeitet hatte, ließ er sich in Dover als praktizierender Arzt nieder. Im Jahr 1861 wurde er Präsident der Medizinischen Gesellschaft von Delaware.
Gove Saulsbury war Mitglied der Demokratischen Partei. Bis 1862 war er aber politisch nicht in Erscheinung getreten. In diesem Jahr wurde er in den Senat von Delaware gewählt, dessen Präsident er ab 1864 werden sollte. In dieser Eigenschaft musste er ab dem 1. März 1865 von dem verstorbenen Gouverneur William Cannon dessen Amt übernehmen. Saulsbury beendete zunächst die Amtszeit Cannons und wurde 1866 für weitere vier Jahre in dieses Amt gewählt. Somit war er bis zum 17. Januar 1871 Gouverneur seines Staates.

## Gouverneur von Delaware
Während Saulsburys Amtszeit endete der Amerikanische Bürgerkrieg. Das bedeutete auch für Delaware, dass die heimkehrenden Soldaten wieder in die Gesellschaft eingegliedert werden mussten und die Kriegsinvaliden sowie die Hinterbliebenen der Toten versorgt werden musste. Neben der Erledigung dieser Kriegsfolgen wurde der Ausbau des Eisenbahnnetzes weiter vorangetrieben und einige neue Steuergesetze verabschiedet, nach denen auch Immobilienmakler, Versicherungsgesellschaften und Auktionatoren steuerpflichtig wurden. In jedem Bezirk wurde eine Person damit beauftragt, die Durchführung dieser Bestimmungen zu überwachen.
In Delaware war die Stellung der Demokraten und ihres Gouverneurs unangefochten. Mit dieser Mehrheit trotzten sie der republikanischen Bundesregierung. Man lehnte das Ende der Sklaverei und die folgenden Zusatzartikel zur US-Verfassung strikt ab. Erst im Jahr 1901 wurde der 13. Verfassungszusatz, der die Sklaverei abschaffte, von Delaware ratifiziert. Delaware nahm, obwohl es während des Bürgerkriegs auf Seiten der Union gestanden hatte, eine sehr rassistische Position ein. Daran sollte sich auch in den Jahrzehnten nach Gouverneur Saulsbury nicht viel ändern.

## Weiterer Lebenslauf
Im Jahr 1873 war Gove Saulsbury einer der Mitbegründer des Wesley College in Dover. In den Jahren 1876 und 1880 war er Delegierter auf den jeweiligen Democratic National Conventions. Im Jahr 1870 bewarb er sich erfolglos um einen Sitz im US-Senat, den zu dieser Zeit sein Bruder Willard (1820–1892) innehatte. Dieser übte  sein Mandat schon seit 1859 aus und hatte zu dieser Zeit ein Alkoholproblem. Gove Saulsbury scheiterte aber bei diesem Unterfangen an einem weiteren Bruder namens Eli (1817–1893), der die Wahl gewann und Willards Sitz übernahm. Mit Willards Sohn Willard Jr. (1861–1927) sollte zwischen 1913 und 1919 noch ein weiteres Familienmitglied in den US-Senat einziehen.
Nachdem Gove Saulsburys Kongresskandidatur gescheitert war, wurde er wieder als Arzt tätig. Er starb im Jahr 1881. Mit seiner Frau Rosina Jane Smith hatte Gove Saulsbury fünf Kinder.